# Maschalodesme arborea
Maschalodesme arborea är en måreväxtart som beskrevs av Karl Moritz Schumann och Carl Karl Adolf Georg Lauterbach. Maschalodesme arborea ingår i släktet Maschalodesme och familjen måreväxter. Inga underarter finns listade i Catalogue of Life.